# Phytomyza periclymeni
Phytomyza periclymeni är en tvåvingeart som beskrevs av Friedrich Georg Hendel 1922. Phytomyza periclymeni ingår i släktet Phytomyza och familjen minerarflugor. Inga underarter finns listade i Catalogue of Life.